# Ringerike
Ringerike là một đô thị hạt Buskerud, Na Uy. Nó là một phần của khu vực truyền thống Ringerike. Trung tâm hành chính của đô thị này là thị xã Hønefoss.
Đô thị của Ringerike được thành lập ngày 01 tháng 1 năm 1964 sau khi sáp nhập thị trấn Hønefoss và các đô thị nông thôn của Hole, Norderhov, Tyristrand, và Ådal. Tuy nhiên, khu vực Hole đã được chuyển khỏi đô thị của Ringerike ngày 01 tháng 1 năm 1977 để trở thành một đô thị riêng biệt một lần nữa.
Khu vực lịch sử của Ringerike bao gồm không chỉ các đô thị hiện đại của Ringerike mà còn Hole và (đôi khi) các phần phía đông của Modum và Krødsherad.